# Дубня (Порховский район)
Дубня — деревня в центральной части Порховского района Псковской области. Входит в состав сельского поселения «Туготинская волость».
Расположена в 26 км к юго-западу от города Порхов и в 9 км к юго-западу от волостного центра Туготино у впадения Дубенки в Узу.
Численность населения составляет 32 жителя (2000 год).
До 2005 года деревня входила в состав ныне упразднённой Зареченской волости с центром в д. Молочище.